# Medimeisterschaften
Die Medimeisterschaften, Eigenschreibweise MediMeisterschaften, (kurz „Medis“ genannt) sind ein Sportfestival, auf dem sich deutschsprachige Human-, Zahn- und Tiermedizinstudierende aus ganz Europa treffen. Unter den Teilnehmern befinden sich neben Studierenden aus Deutschland auch solche aus unter anderem Österreich, Ungarn, der Schweiz, Lettland, Bulgarien, Rumänien, Polen und Frankreich. Das inoffizielle Motto der Medis lautet #NURLiebe.

## Festival
Ursprünglich als Fußballturnier zwischen medizinischen Fakultäten einiger Universitäten Deutschlands geplant, fanden die ersten MediMeisterschaften 2002 in Bochum statt. Mit steigenden Besucherzahlen entwickelten sich die MediMeisterschaften über die Jahre zu einem Sportfestival mit bis zu 30.000 Teilnehmenden. Der Fußball ist weiter essentieller Teil der Veranstaltung, in dessen Rahmen jedoch inzwischen auch zahlreiche weitere sportliche Wettkämpfe stattfinden, so etwa Cheerleading, Volleyball, Basketball, Handball und Spikeball sowie Trinkspiele wie Flunkyball oder Beerpong.
Auf mehreren von den Studierenden der Universitäten eigens gestalteten und gebauten Bühnen treten Mediziner und Medizinerinnen als DJs und Bands sowie mit eigenen musikalischen Produktionen auf. Das Teilnehmerfeld der Medimeisterschaften hat sich über die Jahre von anfänglich ausschließlich deutschen Universitäten hin zu medizinischen Fakultäten aus ganz Europa erweitert.
Teilnehmende Länder
- Deutschland
- Österreich
- Schweiz
- Ungarn
- Rumänien
- Bulgarien
- Lettland
- Litauen
- Tschechien
- Polen
- Niederlande
- Frankreich
- Kroatien
- Slowenien
- Slowakei
- Malta

Waren im Jahr 2015 noch circa 10.000 Studenten angereist, so kamen 2018 22.000 und 2019, 2022 und 2023 jeweils über 25.000 Besucher zu den MediMeisterschaften.
Über die Jahre hinweg haben sich auf den Medimeisterschaften verschiedene Teams und Bündnisse zwischen verschiedenen Städten gebildet. Ein Beispiel dafür wäre das Team „Dirty South“, welches aus den Universitäten Freiburg im Breisgau, Tübingen und Ulm besteht. Diese verbündeten Universitäten sind meist auf benachbarten Zeltplätzen untergebracht und setzen zum Teil gemeinsame Projekte, wie etwa eine gemeinsame Bühne oder einen Song, um.

Das anfallende Dosen-Pfand von auf dem Gelände verzehrten Getränkedose wird zum größten Teil gesammelt und an Organisationen wie UNICEF oder MediFonds, den Gesamtverband der Deutschen Privatversicherer sowie einem Soli-Fonds von Medinetzen, gespendet.
| Berlin |

| Kiel |

| Lübeck |

| Hamburg |

| Rostock |

| Greifswald |

| Oldenburg |

| Hannover |

| Brandenburg |

| Dresden |

| Leipzig |

| Magdeburg |

| Halle |

| Jena |

| Göttingen |

| Münster |

| Bochum |

| Witten |

| Essen |

| Düsseldorf |

| Aachen |

| Köln |

| Bonn |

| Kassel |

| Marburg |

| Gießen |

| Frankfurt |

| Homburg |

| Mainz |

| Mannheim |

| Heidelberg |

| Freiburg |

| Tübingen |

| Ulm |

| Augsburg |

| München |

| Würzburg |

| Erlangen |

| Nürnberg |

| Regensburg |

| Groningen |

| Maastricht |

| Straßburg |

| Basel |

| Bern |

| Innsbruck |

| Salzburg |

| Linz |

| Krems |

| Wien |

| Bratislava |

| Graz |

| Košice |

| Prag |

| Stettin |

| Breslau |

| Białystok |

| Ljubljana |

| Budapest |

| Pécs |

| Cluj-Napoca |

| Vilnius |

| Riga |

| Split |

| Varna |

| Plovdiv |

| Timișoara |

| Târgu Mureș |

| Malta |

| Sofia |

| Rijeka |

| Potsdam |

| Kaunas |

| Zürich |

| Lausanne |

| Bielefeld |

| Erfurt |

## Medisongs
Ein fester Bestandteil der Medimeisterschaften ist mittlerweile der Songwettbewerb geworden, bei dem jede medizinische Fakultät einen Song einreichen kann. Diese werden allesamt jährlich auch live auf den verschiedenen Bühnen des Festivals aufgeführt, wobei vorher eine Top 10 von den verschiedenen Universitäten bestimmt wird, welche dann auf der Hauptbühne, der sogenannten „Medistage“ auftreten. Diese Veranstaltung wird nach den Medimeisterschaften dann auch auf dem offiziellen YouTube-Kanal hochgeladen. Hierbei treten auch drei „Wildcards“ ausgewählter Hauptsongs auf, welche basierend auf den Auftritten der entsprechenden Teams separat ausgewählt werden, unabhängig von der ursprünglichen Bewertung. Wildcards gibt es ebenfalls für Bonustracks, wobei diese seit 2024 nicht mehr bei der Top 10 Show am Freitag, sondern bei der „Medi-Gala“ am Samstag auftreten. Bei den eingereichten Bonussongs kann es sich beispielsweise um Kollaborationen verschiedener Fakultäten handeln, die auch völlig unabhängig vom eigentlichen Motto stehen können. Diese Lieder fallen nicht unter das eigentliche Ranking, werden aber trotzdem auch live auf den Bühnen gespielt. Hierbei ist zu erwähnen, dass diese sich teilweise größerer Beliebtheit als die eigentlichen Hauptsongs erfreuen können. So ist zum Beispiel der Bonussong „ExMa“ der Universität Leipzig 2024 mit mehr als 300.000 Listens auf Spotify (Stand Juni 2024) der mit Abstand am meisten gestreamte Song des Jahres.
Wie die einzelnen medizinischen Fakultäten die Songs bewerten, ist nicht klar vorgeschrieben, das Ranking setzt sich dann aber aus der Summe aller Bewertungen zusammen. Hierfür werden die Songs in einer Punkteskala jeweils isoliert für Song und Fanvideo bewertet, wodurch am Ende die durchschnittliche Punktzahl die Reihenfolge festlegt. Die Bewertung des Videos setzt sich dabei zu 2/3 aus der Video-Wertung sowie zu 1/3 aus der Song-Wertung zusammen.
Einer der bekanntesten Songs des jährlichen künstlerischen Wettbewerbs zwischen den Fakultäten, die Mainzer Produktion „Medicopter Mainz17“ (in Anlehnung an die Fernsehserie Medicopter 117 – Jedes Leben zählt), welcher im Jahr 2017 über längere Zeit den 1. Platz der deutschen Spotify Viral Charts belegte, wurde später vom deutschen Schlagersänger Tobee gecovert (Helikopter 117) und ist zu dessen bekanntestem Hit geworden. Auch der Gewinnersong von 2019, „Napoleon Bonnerparty“, der Universität Bonn sowie „Ich lieb die Medis“ von einpaarbois konnten sich einige Wochen in den deutschen Spotify Viral Charts halten. Durch die steigende Anzahl an teilnehmenden Universitäten wurde entsprechend auch die Zahl an eingereichten Songs immer größer. So wurden 2024 bereits 69 Hauptsongs der offiziellen Playlist beigefügt. Des Weiteren wird auch jährlich die Zahl der eingereichten Bonustracks immer größer. So wurden für 2024 58 weitere Songs eingereicht, wobei hierzu auch Remixe bereits bestehender Songs dazu zählen.

### Die Top 10 Songs der letzten Jahre (Song-Wertung ohne Video)
|          | 2025              | 2024       | 2023       | 2022       | 2021       | 2019     |
| -------- | ----------------- | ---------- | ---------- | ---------- | ---------- | -------- |
| Platz 1  | Köln              | Köln       | Innsbruck  | Jena       | Ulm        | Bonn     |
| Platz 2  | Wien (SFU)        | Bonn       | Magdeburg  | Heidelberg | Jena       | Münster  |
| Platz 3  | Bochum            | Cluj       | Düsseldorf | Lübeck     | Heidelberg | Berlin   |
| Platz 4  | Leipzig           | Heidelberg | Ulm        | Innsbruck  | Mannheim   | Aachen   |
| Platz 5  | Würzburg          | Magdeburg  | Cluj       | Ulm        | Aachen     | Köln     |
| Platz 6  | Aachen            | Münster    | Leipzig    | Berlin     | Bonn       | Mainz    |
| Platz 7  | Erlangen-Nürnberg | Wien (SFU) | Witten     | Bonn       | Lübeck     | Tübingen |
| Platz 8  | Berlin            | Freiburg   | Bonn       | Regensburg | Riga       | Wien     |
| Platz 9  | Hannover (MHH)    | Greifswald | Freiburg   | Aachen     | Wien       | Freiburg |
| Platz 10 | Ulm               | Düsseldorf | Münster    | Mannheim   | Berlin     | Rostock  |

### Wildcards
|                       | 2025                                        | 2024            | 2023                         | 2022             |
| --------------------- | ------------------------------------------- | --------------- | ---------------------------- | ---------------- |
| Wildcard 1            | Göttingen                                   | Linz            | München                      | Hannover (MHH)   |
| Wildcard 2            | Rostock                                     | Hannover (TiHo) | Regensburg                   | Düsseldorf       |
| Wildcard 3            | Frankfurt                                   | Varna           | Hannover (MHH)               | Köln             |
| Bonustrack Wildcard 1 | Hannover x Erlangen-Nürnberg "Gelo Revoice" | Leipzig "ExMa"  | Ausrastia "Ausrastia United" | Mannheim "Hoden" |
| Bonustrack Wildcard 2 | Tübingen "Medis: Ein Sommermärchen"         | -               | -                            | -                |

## Vorherige Austragungen

### MediMeisterschaften 2025
Im Jahr 2025 fanden die MediMeisterschaften Mitte Juni auf dem Flugplatz Obermehler-Schlotheim in Thüringen statt. Das Team von Erlangen-Nürnberg galt mit dem Sieg in den Kategorien "Beste Fans", "Bestes Motto", "Bestes Fanfahrzeug", der Platzierung in den Top 10 der besten Songs sowie mit dem Sieg einer der beiden Bonustrack Wildcards (Hannover x Erlangen - Gelo Revoice) als Abräumer dieser MediMeisterschaften. Zudem wurde auf dem Festival das Team "#Jeniessen" (Jena und Gießen) aufgelöst und Jena ist dem "Ostpol" beigetreten.
| Fußball Pokal Männer, „Medimeister“ | Fußball Pokal Männer, „Medimeister“ |
| ----------------------------------- | ----------------------------------- |
| 1. Platz                            | Heidelberg, Baden-Württemberg       |
| 2. Platz                            | Rostock, Mecklenburg-Vorpommern     |
| 3. Platz                            | Lübeck, Schleswig-Holstein          |

| Fußball Pokal Frauen, „Medimeister“ | Fußball Pokal Frauen, „Medimeister“ |
| ----------------------------------- | ----------------------------------- |
| 1. Platz                            | Jena, Thüringen                     |
| 2. Platz                            | Innsbruck, Tirol                    |
| 3. Platz                            | Marburg, Hessen                     |

| Bestes Fanvideo | Bestes Fanvideo                      |
| --------------- | ------------------------------------ |
| 1. Platz        | Köln, Nordrhein-Westfalen„Mensadate“ |
| 2. Platz        | Berlin, Berlin„Bademeister Alarm“    |
| 3. Platz        | Ulm, Baden-Württemberg„Ulympia“      |

### MediMeisterschaften 2024
Im Jahr 2024 fanden die MediMeisterschaften Anfang Juni auf dem Flugplatz Obermehler-Schlotheim in Thüringen statt.
| Fußball Pokal Männer, „Medimeister“ | Fußball Pokal Männer, „Medimeister“ |
| ----------------------------------- | ----------------------------------- |
| 1. Platz                            | Düsseldorf, Nordrhein-Westfalen     |
| 2. Platz                            | Bonn, Nordrhein-Westfalen           |
| 3. Platz                            | Krems, Niederösterreich             |

| Fußball Pokal Frauen, „Medimeister“ | Fußball Pokal Frauen, „Medimeister“ |
| ----------------------------------- | ----------------------------------- |
| 1. Platz                            | Innsbruck, Tirol                    |
| 2. Platz                            | Jena, Thüringen                     |
| 3. Platz                            | Marburg, Hessen                     |

| Bestes Fanvideo | Bestes Fanvideo                                         |
| --------------- | ------------------------------------------------------- |
| 1. Platz        | Bonn, Nordrhein-Westfalen „Bonndesliga“                 |
| 2. Platz        | Magdeburg, Sachsen-Anhalt „MRT (Magdeburger Rave Taxi)“ |
| 3. Platz        | Freiburg, Baden-Württemberg „Manege Frei!“              |

### MediMeisterschaften 2023
Nach zwei Jahren COVID-19-Pandemie, fand das Turnier 2023 wieder im ursprünglichen Zeitraum, Anfang Juni, statt.
| Fußball Pokal Männer, „Medimeister“ | Fußball Pokal Männer, „Medimeister“ |
| ----------------------------------- | ----------------------------------- |
| 1. Platz                            | Marburg, Hessen                     |
| 2. Platz                            | Berlin, Berlin                      |
| 3. Platz                            | Heidelberg, Baden-Württemberg       |

| Fußball Pokal Frauen, „Medimeister“ | Fußball Pokal Frauen, „Medimeister“ |
| ----------------------------------- | ----------------------------------- |
| 1. Platz                            | Marburg, Hessen                     |
| 2. Platz                            | Gießen, Hessen                      |
| 3. Platz                            | Tübingen, Baden-Württemberg         |

| Bestes Fanvideo | Bestes Fanvideo                                  |
| --------------- | ------------------------------------------------ |
| 1. Platz        | Magdeburg, Sachsen-Anhalt „Beef“                 |
| 2. Platz        | Ulm, Baden-Württemberg „Aquariulm“               |
| 3. Platz        | Bonn, Nordrhein-Westfalen „Alice im Bonnderland“ |

### MediMeisterschaften 2022
Auch im Jahr 2022 fanden die MediMeisterschaften aufgrund der anhaltenden COVID-19-Pandemie nicht wie sonst im Juni, sondern im September statt. Dazu wurde zum Flugplatz Obermehler-Schlotheim in Thüringen als Austragungsort zurückgewechselt.
| Fußball Pokal Männer, „Medimeister“ | Fußball Pokal Männer, „Medimeister“ |
| ----------------------------------- | ----------------------------------- |
| 1. Platz                            | Köln, Nordrhein-Westfalen           |
| 2. Platz                            | Hamburg, Hamburg                    |
| 3. Platz                            | Bonn, Nordrhein-Westfalen           |

| Fußball Pokal Frauen, „Medimeister“ | Fußball Pokal Frauen, „Medimeister“ |
| ----------------------------------- | ----------------------------------- |
| 1. Platz                            | Tübingen, Baden-Württemberg         |
| 2. Platz                            | Erlangen-Nürnberg, Bayern           |
| 3. Platz                            | Freiburg, Baden-Württemberg         |

| Bestes Fanvideo | Bestes Fanvideo                                                       |
| --------------- | --------------------------------------------------------------------- |
| 1. Platz        | Jena, Thüringen „Für ELISA“                                           |
| 2. Platz        | Lübeck, Schleswig-Holstein „Diese Lied mit Käse Eier Butter und Eier“ |
| 3. Platz        | Berlin, Berlin „Berlinvasive Liebe“                                   |

### Medimeisterschaften 2021
Nachdem die Veranstaltung 2020 aufgrund der COVID-19-Pandemie ausfallen musste, konnten die MediMeisterschaften im Jahr 2021 unter strengen Hygieneauflagen wieder stattfinden. Entgegen dem üblichen Veranstaltungszeitpunkt im Juni wurde das Sportfestival auf den September verschoben und unter dem Motto #nurgeimpfte in kleinerem Rahmen auf dem Flugplatz Ballenstedt ausgetragen. Im Rahmen der Veranstaltung wurde eine Studie durchgeführt, mit der die Realisierbarkeit ähnlicher Events während der COVID-19-Pandemie wissenschaftlich untersucht werden sollte.
| Fußball Pokal Männer, „Medimeister“ | Fußball Pokal Männer, „Medimeister“                                 |
| ----------------------------------- | ------------------------------------------------------------------- |
| 1. Platz                            | Dresden, Sachsen                                                    |
| 2. Platz                            | Innsbruck, Tirol                                                    |
| 3. Platz                            | Erlangen-Nürnberg, Bayern geteilt mit Heidelberg, Baden-Württemberg |

| Fußball Pokal Frauen, „Medimeister“ | Fußball Pokal Frauen, „Medimeister“      |
| ----------------------------------- | ---------------------------------------- |
| 1. Platz                            | Mannheim & Heidelberg, Baden-Württemberg |
| 2. Platz                            | München, Bayern                          |
| 3. Platz                            | Gießen, Hessen                           |

| Bestes Fanvideo | Bestes Fanvideo                                    |
| --------------- | -------------------------------------------------- |
| 1. Platz        | Ulm, Baden-Württemberg „Europäische ULMion“        |
| 2. Platz        | Aachen, Nordrhein-Westfalen „GTAachen (Nice City)“ |
| 3. Platz        | Jena, Thüringen „Jenane“                           |

### Medimeisterschaften 2020
Die vom 11. bis 14. Juni geplanten Medimeisterschaften mussten aufgrund der COVID-19-Pandemie abgesagt werden und wurden als „Heimspiel“ in Form einer Onlineveranstaltung durchgeführt. Dabei wurden auf der Streamingplattform Twitch unter anderem Auftritte verschiedener Acts, Diskussionen und Rückblicke auf die Medimeisterschaften der vergangenen Jahre gezeigt.

### Medimeisterschaften 2019
2019 wechselten die Medimeisterschaften ihren Austragungsort zurück nach Obermehler. Aufgrund eines Gewitters am Freitag wurde das Festivalgelände evakuiert. Viele Bühnen und Fanfahrzeuge nahmen aufgrund des Gewitters Schaden. Trotzdem wurde das Festival nach Abklingen des Sturmes weitergeführt.
| Fußball Pokal Männer, „Medimeister“ | Fußball Pokal Männer, „Medimeister“ |
| ----------------------------------- | ----------------------------------- |
| 1. Platz                            | Wien, Wien                          |

| Fußball Pokal Frauen, „Medimeister“ | Fußball Pokal Frauen, „Medimeister“ |
| ----------------------------------- | ----------------------------------- |
| 1. Platz                            | Köln, Nordrhein-Westfalen           |

| Bestes Fanvideo | Bestes Fanvideo                                  |
| --------------- | ------------------------------------------------ |
| 1. Platz        | Bonn, Nordrhein-Westfalen „Napoleon Bonnerparty“ |

## Mottos
Eine wesentliche Rolle spielen auf den MediMeisterschaften die uniinternen, jährlich wechselnden Mottos. Den Universitäten dienen diese vor allem als Erkennungsmerkmal auf dem Festivalgelände. So richten die Studierenden ihre gesamte Organisation nach dem jeweiligen Motto aus, beispielsweise mit eigenen Song- und Videoproduktionen, dem Design von Kostümen, Fanwägen und Bühnen. Die Mottos entstehen dabei beispielsweise aus Anspielungen auf medizinische Themen oder aus Klischees über die eigene Stadt oder Region.
| Stadt                         | Land        | 2025                                                            | 2024                                          | 2023                                             | 2022                                          | 2021                                      | 2019                                 | 2018                                        | 2017                                 | 2016                                  | 2015                                        | 2014                                              | 2013                                    | 2012                  | 2011             | 2010                |
| ----------------------------- | ----------- | --------------------------------------------------------------- | --------------------------------------------- | ------------------------------------------------ | --------------------------------------------- | ----------------------------------------- | ------------------------------------ | ------------------------------------------- | ------------------------------------ | ------------------------------------- | ------------------------------------------- | ------------------------------------------------- | --------------------------------------- | --------------------- | ---------------- | ------------------- |
| Aachen                        | Deutschland | El Aachenal - Medis sind nur einmal im Jahr                     | RAatatouille                                  | Weihnaachen - Medi Christmas                     | spACe taxi                                    | GTAachen                                  | Liebe mAachen                        | Prince of Obermehl-Air                      | Aachmed - Tausend und Eine Nacht     | Mexikaachen                           | Printenbäcker                               | Aachtung spielende Kinder                         |                                         |                       |                  |                     |
| Augsburg                      | Deutschland | Auxgeknockt - Nach den Medis seid ihr alle K.O.                 | GloryHole in One                              | Auxbergine                                       | Auxerirdisch                                  | MotherFugger                              |                                      |                                             |                                      |                                       |                                             |                                                   |                                         |                       |                  |                     |
| Basel                         | Schweiz     | Basel Smash                                                     | BaSALE                                        | Breaking Basel                                   | Baseline                                      | Schweizer Garde                           | sCHwinger                            | Der Bas(s)el muss ficken                    |                                      |                                       |                                             |                                                   |                                         |                       |                  |                     |
| Berlin (HU + FU)              | Deutschland | Berliner Bademeisterschaften 2025                               | Checkpoint Party                              | AdrenaBERlin                                     | Berlinvasiv                                   | Berlinsula                                | HämoGlowBerlin                       | Berliner Blau                               | ZauBER                               | Aggromegalie                          | Peace Love Charité                          | BERliner Baumeister                               | Arm aber Sexy                           |                       |                  |                     |
| Berlin (FU Vet)               | Deutschland | BTM - Berliner TierMediziner                                    | in veti veritas                               | Wild Wild Vets                                   | VETamine und Naschen                          | VETLANTIS                                 | Berlin Air                           | Kater Blau                                  |                                      |                                       |                                             |                                                   |                                         |                       |                  |                     |
| Berlin (MS)                   | Deutschland | Die 3 Muskeltiere - Bier für alle - Alle fürs Bier              | HyBERtonie                                    | BankräuBER                                       | MSB - mit schneller Brille                    |                                           |                                      |                                             |                                      |                                       |                                             |                                                   |                                         |                       |                  |                     |
| Bern                          | Schweiz     | ErdBERN                                                         | SuBERNheld*innen                              | Teddybern                                        | Burnt                                         | Bernuda - Die Inselbewohner               |                                      |                                             |                                      |                                       |                                             |                                                   |                                         |                       |                  |                     |
| Białystok                     | Polen       | Białystok - bitte helfen Sie mir                                | Białystok - Was soll das sein?                | Bierlystok                                       | Białystok - Was soll das sein?                |                                           |                                      |                                             |                                      |                                       |                                             |                                                   |                                         |                       |                  |                     |
| Bielefeld                     | Deutschland | BieleMaja                                                       | Born to BIE wild!                             | Stabielefeld                                     |                                               |                                           |                                      |                                             |                                      |                                       |                                             |                                                   |                                         |                       |                  |                     |
| Bochum                        | Deutschland | Bikini BOttom                                                   | BOxen                                         | Botanik                                          | Bolenciaga                                    | Bochemian Rhapsody                        | BocHUMMER                            | Bochumer Schlümpfe                          | Bolympia                             | Mad Meds: Fury RUB                    | Bormikum                                    | Soldaten der Liebe                                | Bochum unchained                        | Bergbau               |                  |                     |
| Bonn                          | Deutschland | Bonn Voyage                                                     | BONNdesliga                                   | Alice im Bonnderland                             | BONNgiorno                                    | Bolland                                   | NAPOLEON BONNERPARTY                 | Bonnald Trump                               | Taj Ma Bonn                          | BonnAmour                             | BAgAdA                                      | Zirkus Bonncalli                                  | James Bonn                              | Hawaii                |                  |                     |
| Brandenburg                   | Deutschland | Branditen                                                       | Brandmeister                                  | Nice Barsch!                                     | BRAport                                       | DACKEL - vorne hu, hinten pfui            | Discofieber                          | PlayMeds                                    | New Kids Nitroppin                   | Viva la Revolución                    |                                             |                                                   |                                         |                       |                  |                     |
| Bratislava                    | Slowakei    | Brarilla                                                        | Bratikardie                                   | Schieberslava                                    | Super Marioslava                              | BratteKingZ                               | Privatislava                         |                                             |                                      |                                       |                                             |                                                   |                                         |                       |                  |                     |
| Breslau                       | Polen       | Die Brescounter                                                 | Hepatitis BRE                                 | BRESOPROLOL - Breslau hat Druck                  | Breslauf                                      | Wroclaugh - Why so serious?               | Wroclove: Liebesgrüße aus Breslau    |                                             |                                      |                                       |                                             |                                                   |                                         |                       |                  |                     |
| Budapest                      | Ungarn      | Budaperol                                                       | Reiterclub Budapest                           | Wer hat die Paprika geklaut?                     | Budaschaft                                    | BUDAPROFEN - ich will dich zuhause nehm'n | PESTOSTERON                          | BUDACA$H                                    |                                      |                                       |                                             |                                                   |                                         |                       |                  |                     |
| Cluj-Napoca                   | Rumänien    | Cluj Hefner                                                     | MOULIN CLUJ                                   | All Inclujive                                    | Cluj-Mate                                     | Ost-Bock zu Clujen?                       | Dr. Acula                            |                                             |                                      |                                       |                                             |                                                   |                                         |                       |                  |                     |
| Dresden                       | Deutschland | DDR - Dresden Dance Revolution                                  | #NURBier - Dresden erlebt sein blaues Wunder! | Apollo Dresden                                   | Dresdner Zwingerclub                          | Elbflorave - Pures Dopamin                | PoliceacaDDemy                       | Tigerenten Ultras                           | HobbiDD                              | Mein kleiner grüner Carus             | Harry Potter - it's medgic                  | Apollo Dresden                                    | Ghost Busters                           | Dresden feiert Meer   |                  |                     |
| Düsseldorf                    | Deutschland | Palma DÜ Mallorca - BierKÖnig statt Medimeister                 | DÜsch das                                     | DÜrüm                                            | DÜSpnoe                                       | DÜSinfiziert                              | Düsseldorf STREIKT                   | Kaiserpinguine von der Königsalle           | Lass nach Tokyo gehen                | Düsseldorf Racing Team                | Funk the Police                             | Massenbierhaltung                                 | Altbierflut am Zuckerhut                | Die Auferstehung      |                  |                     |
| Erfurt                        | Deutschland | Die 3 Muskeltiere - Bier für alle - Alle fürs Bier              | AIRFURT                                       |                                                  |                                               |                                           |                                      |                                             |                                      |                                       |                                             |                                                   |                                         |                       |                  |                     |
| Erlangen-Nürnberg (FAU + PMU) | Deutschland | Erlangnese                                                      | Erlangen Frankees: HomE Run                   | J.FAU.A. - Pink is the NÜw black                 | RittER der Trichterrunde                      | Unchained                                 | Tour de Franken - Erlanger Radler    | FAUltras der Liebe                          | (T)Richter Friedrich Alexander Hold  | Wo ist Walter?                        | Schneewittchen und die 200+ Zwerge          | Space Unicorns                                    | FarbvErlangen                           |                       |                  |                     |
| Essen                         | Deutschland | Kuessen - Ein Pott voller Liebe                                 | Trinken                                       | ESSENtieller Tremor - shaken bis der Arzt kommt! | StewardESSEN                                  | Zeche Vollverein                          | Liebesheld                           | Hakuna Matata - Diesen Suff hab ich gern    | DelikatESSEN                         | The Hunger Games                      | Essen goes Irish                            | Soldaten der Liebe                                | Fruity                                  |                       |                  |                     |
| Frankfurt                     | Deutschland | Frankstelle Tankfurt                                            | Gartencenter 069                              | PrinzHESSinnen - FRApunzel                       | FRAprès-Ski                                   | Paarschiff                                | Bembulance                           | FRAktur - Auch Herzen brechen               | LaFRAmilia                           | FRAmingos                             | Methimeister Crankfurt - Medis breaking bad | FRA - Flug Richtung Absturz                       | Super Mario                             | Star Wars             |                  |                     |
| Freiburg                      | Deutschland | Goldbärle - Freiburg vernascht                                  | Schwarzwaldzirkus - Manege frei               | FREIlandhaltung - Das goldene vom Ei             | Freiburgunder                                 | Freibrot                                  | Goldschool (Straight Outta FRBG)     | NURKittel - Ärzte aus der Schwanzwaldklinik | Influenza Jones                      | Alarmstufe Gold                       | Goldstandard                                | Super Mario                                       | Greencity                               |                       |                  |                     |
| Gießen                        | Deutschland | Blumen Gießen - Lieber Gießen als Regen                         | BarGie & Jen                                  | Fremde GImension                                 | IgGießen                                      | MaGie                                     | Gimaika ist okay!                    | Gießener Gourmeds                           | BeeGis                               | Saunaclub Giessen                     | Justus-Liebig-Orden Giessen                 | Justizvollzugsanstalt                             | Circus Dr. Galli                        |                       |                  |                     |
| Göttingen                     | Deutschland | Disgö Fever                                                     | Gö Kart                                       | GÖTHAM CITY                                      | Gönnjamin Blümchen                            | GÖFROREN                                  | Gömüse                               | GÖLF CLUB                                   | AB GÖHT DIE POST                     | THE GREAT GÖTSBY                      | HEALTH ANGELS                               | Görillaz                                          | Gott Götter Göttinger                   | Gott Götter Göttinger |                  |                     |
| Graz                          | Österreich  | Samba do Grazil                                                 | ViaGRAZ                                       | MediTation - eröffnet eure ChaGraz               | Takeshi's Grazle                              | Grazhalme                                 | La Casa de Grazel                    | MIXED MARTIAL GRAZ                          | GRAZellenjagd - Zeig mal Bein!       | Red-White-Rednecks                    | Baywatch                                    |                                                   |                                         |                       |                  |                     |
| Greifswald                    | Deutschland | Greifsverkehr - Wir regeln den Verkehr                          | HEISSWALD                                     | Maiswald                                         | Glaubensgemeinschaft Greifswald               | NaturGwald                                | McLenburger VorPommes                | Greifswalder LoveMarines: Wellenreiter      | BAYWATCH                             | Fiesta de los muertos                 | Hangover                                    | Flamingos                                         |                                         |                       |                  |                     |
| Groningen                     | Niederlande | GROxic                                                          | GROund Control                                | GRO's Busters                                    | New Kids Groningen                            | Abgesoffen                                |                                      |                                             |                                      |                                       |                                             |                                                   |                                         |                       |                  |                     |
| Halle                         | Deutschland | Halluzination                                                   | Too Hot to Händel                             | Hallaxie                                         | Malle an der Saale                            | HAL FORCE ONE                             | Hallenbad                            | MUHAMMAD HALI                               | HALaska                              | HALLUZINATION                         | Star Wars                                   | Disco Disco                                       | Halle bleibt                            |                       |                  |                     |
| Hamburg (UHH)                 | Deutschland | Elbgötter                                                       | Hambulanz                                     | Tinderella - auf der Suche nach dem Medi-Glück   | Heparbahn                                     | AHHOI SAUSE                               | ELBGEFIEDER                          | MTV                                         | Hamburg                              | Hamburg                               | Weihnachten                                 | Tausendundeine Nackt                              | Technoritter aus Leidenschaft           |                       |                  |                     |
| Hamburg (UMCH)                | Deutschland | Himmel und Hölle                                                | AloHHa                                        | Tinderella - auf der Suche nach dem Medi-Glück   | Fischers Fritze - mischt frische Mische       |                                           |                                      |                                             |                                      |                                       |                                             |                                                   |                                         |                       |                  |                     |
| Hannover (MHH)                | Deutschland | MHHobby Horsing                                                 | HaMofa - Hannovers Highway to Health          | Haywatch - Wir MHHaben euch gerettet!            | Hannopoly                                     | Hannoverbrennt                            | Havana                               | Musical High School                         | Was sich liebt, das neckt sich       | Endlich wieder Lustig                 | MHHaftanstallt                              | Meditiere                                         | Krümelmonster                           |                       |                  |                     |
| Hannover (TiHo)               | Deutschland | Die wilden Vetis - Alles ist gut solange du VET bist            | Vetoria's Secret                              | VETracyclin                                      | VETchelor in Paradise                         | Vetbüro                                   | Vet Watchers                         | HannoVerstrahlt                             | Bauer sucht Frau                     |                                       |                                             |                                                   |                                         |                       |                  |                     |
| Heidelberg                    | Deutschland | NintenHDo                                                       | HDAC                                          | *HDGDL                                           | Heidelbärenbande                              | HD BAXXTER                                | HAIDELBERG                           | nurDiebe                                    | Strebergarten                        | MEDIMAYASCHAFTEN                      | Aerobics                                    | Vampire                                           | Cowboys                                 |                       |                  |                     |
| Homburg                       | Deutschland | Sweet Home Saarlabama                                           | Saarfari                                      | Saar Wars                                        | SimSAARlagrimm                                | SAARdenafil                               | Gelbe Engel - SaarDAC                | MEDI VIDI VICI - Ich kam Saar und siegte    | SHOTLAND                             | Nasaar                                | Hippies                                     | Eulen                                             | Gallier                                 |                       |                  |                     |
| Innsbruck                     | Österreich  | Ab INNS Bett                                                    | HüttINN Gaudi                                 | INN SHAPE                                        | Pearl INNdex                                  | AladINNs Wunderlampe                      | Inncredibles                         | InnPrison                                   | Rinnderwahn                          | Innsomnia                             | Innsbrucker Hüttengaudi                     |                                                   |                                         |                       |                  |                     |
| Jena                          | Deutschland | BrasilJena                                                      | BarGie & Jen                                  | Trojena                                          | AntiJEN                                       | Jenane                                    | SONS OF JENARCHY                     | JENAndertaler                               | Jenas Villa Kunterbunt               | Touchdown Jena                        | Never say no to Panda                       | JenaFarm                                          | It's gonna be legendary                 | Paradiesvögel         |                  |                     |
| Kaunas                        | Litauen     | Saunas                                                          | SchneeLITchen und die 7 Zwerge                | Lit'aunas                                        |                                               |                                           |                                      |                                             |                                      |                                       |                                             |                                                   |                                         |                       |                  |                     |
| Kassel                        | Deutschland | Kassellymp - wenn Götter feiern                                 | Eskasselation                                 | Hyperkasselämie                                  | Kasselfornia                                  |                                           |                                      |                                             |                                      |                                       |                                             |                                                   |                                         |                       |                  |                     |
| Kiel                          | Deutschland | KIel - Künstlich & Intelligent                                  | Piraten der Kielribik                         | KIELA TANZALARM                                  | Kielafornia Love                              | Kielectricity                             | Elvis Rocks The Pelvis               | 112 - Dalmakieler                           | Atlantis                             | Rockiel balboa                        | Kielaaar Piraten                            | TeKieler                                          | James Bond - Licence to Kiell           | Neon                  |                  |                     |
| Köln                          | Deutschland | Spaghetti Colognese                                             | High School MusiKöln                          | Himmel und Kölle                                 | Pylonia                                       | Kölsch                                    | RHEINaissance                        | FasteLOVEnd                                 | Köln koloriert kräftig!              | DOMpteure vom Rhein                   | Kölnige vom Rhein                           |                                                   | Viva Coloria - Home is where the Dom is |                       |                  |                     |
| Košice                        | Slowakei    | KosICE                                                          | Šafárik Tour                                  | STD - Slovak transmitted disease                 | Košicophrenie                                 |                                           |                                      |                                             |                                      |                                       |                                             |                                                   |                                         |                       |                  |                     |
| Krems (DPU)                   | Österreich  | Dachungel Krems                                                 | D(pu)rex                                      | Pirates of the Danubean                          |                                               |                                           |                                      |                                             |                                      |                                       |                                             |                                                   |                                         |                       |                  |                     |
| Krems (KLU)                   | Österreich  | OnlyKrems - von der Uni zur Webcam                              | Klima KREMSER                                 | HautKREMS-Prophylaxe                             | Donau Duck                                    | KREMS BOND: License to chill              | Die Rettungstrinker                  | Vollgas                                     |                                      |                                       |                                             |                                                   |                                         |                       |                  |                     |
| Lausanne                      | Schweiz     | Apol'Laus                                                       | Laus'Ananas - Iss ein Stück, wirst du süß     | Laus'Antike - Mächtiger als die Götter           |                                               |                                           |                                      |                                             |                                      |                                       |                                             |                                                   |                                         |                       |                  |                     |
| Leipzig                       | Deutschland | LATZiG                                                          | bLEIP wach!                                   | Leipzisch - Pillen schlucken Sternis gucken      | Hawaiipzig                                    | ReLOVEution                               | AngelSachsen                         | Leipwächter                                 | Leipsick                             | Sonne, Mond und Sterni                | Atzen ohne Grenzen                          | Leipzig - Hypezig                                 |                                         |                       |                  |                     |
| Linz                          | Österreich  | Linzions                                                        | Linz Armstrong                                | Flinz Asozial                                    | Linzent van Gogh                              | Austerix & ObeLinz                        | FeLINZ Navidad                       |                                             |                                      |                                       |                                             |                                                   |                                         |                       |                  |                     |
| Ljubljana                     | Slowenien   | sLOVEnia - listen to Cupid or are you stupid?                   | sLOVEnia - listen to Cupid or are you stupid? | sLOVEnia - listen to Cupid or are you stupid?    | sLOVEnia - listen to Cupid or are you stupid? | Tabalugalicious                           |                                      |                                             |                                      |                                       |                                             |                                                   |                                         |                       |                  |                     |
| Lübeck                        | Deutschland | Lübäcker                                                        | DHL – Lübeck liefert ab                       | LüBees - Absturz im Anflug                       | Lüdl                                          | LüBack To Future                          | Lübeck To School                     | HL Open                                     | Ostseepferdchen                      | Medzgerei                             | Glühbeck                                    | Beam me up                                        | RGS Ahoi                                | Ru(h)m-Piraten        |                  |                     |
| Magdeburg                     | Deutschland | MAGenta - Alles Serosa!                                         | MAGnetisch                                    | Mag Donald's                                     | MDMA                                          | OSTLYMP                                   | MAJEMMI DROPICAL                     | Magdejackson - King of Love                 | Nackteburg - Bitte Einmal Freimachen | MagdeBurger - Otto schmeckt*s         | Pfeffimon                                   | Mexikaner                                         | 90er                                    |                       |                  |                     |
| Mainz                         | Deutschland | BioNTechno - Mainzer Raven Nie Allein                           | Bob der BauMainzer                            | Phantastische Mainzer und wo sie zu finden sind  | Pfeffermainz                                  | Magic Mainz XXL                           | Angeleckt, Mainz!                    | WELTMAINZER                                 | Medicopter Mainz17                   | Versuchskaninchen                     | Feuerwehr                                   | Römer                                             | Alice im Wunderland                     |                       |                  |                     |
| Malta                         | Malta       | Maltalicious                                                    | Maltalicious                                  | Gib MAL TAvor                                    | glaMALTArös                                   |                                           |                                      |                                             |                                      |                                       |                                             |                                                   |                                         |                       |                  |                     |
| Mannheim                      | Deutschland | MArathon                                                        | MAney Boy                                     | MAmma Mia                                        | MAnnheim in Black                             | Latte MAcchiato                           | Mannheimer Eisdealer                 | Mannheimer Tank AG                          | MAphisto                             | NOTREFETE                             | HOLGER DIE WALDFEE                          | Supermannheim                                     | Indieaner                               | Rot Grün Blau         | Funky Swag Dance | Funky Chicken Dance |
| Marburg                       | Deutschland | TriMARthlon                                                     | BauMARkt                                      | PrinzHESSinnen - CindMARella                     | Marburger Bunt                                | ATOMAR                                    | Super Mario                          | Marsburg: Space Odyssey                     | Marburg Airlines                     | MEDIMARSHALLS Marburg                 | Bob der Medimeister                         | Marburg Rises                                     |                                         |                       |                  |                     |
| Maastricht                    | Niederlande | MAASTRIX                                                        | Maastrosen                                    | MaasTrichter                                     | MaasTrichter                                  |                                           |                                      |                                             |                                      |                                       |                                             |                                                   |                                         |                       |                  |                     |
| München (LMU + TUM)           | Deutschland | MÜmosa                                                          | Findet NeMü                                   | Müsli                                            | Doktoberfest                                  | Municorns                                 | Vegas Baby                           | Freiwillige Feierwehr                       | Alice D.                             | Dr. Hawaii                            | Minga Turtles                               | Spartaner                                         |                                         |                       |                  |                     |
| Münster                       | Deutschland | Münstruation                                                    | MünSkate                                      | MünSpa                                           | MS-Diener                                     | MÜNSTAKW                                  | Holz                                 | MÜNSTRONAUTEN                               | MünStarlight Exzess                  | Ich bin MünSTAR - Holt mich hier raus | RUN DMS                                     | Poseidoc                                          | Jägermünster                            |                       |                  |                     |
| Oldenburg                     | Deutschland | wOLke 7                                                         | POLizei - Verhaften können wir am besten      | OLaf                                             | OL Night Long                                 | Abgesoffen                                | OLD Ass Bastards                     | DucktOles                                   | OldenBABA & die 40 Räuber            | Oldenburgs                            | Einschulung                                 |                                                   |                                         |                       |                  |                     |
| Pécs                          | Ungarn      | Pécsmaker                                                       | POTEnzmittel                                  | Pécsobarbital - Barbi(e) & Penn                  | Wolfgang Pécsi                                | Pécsworkfamily                            | Welcome To St. Tropécs               |                                             |                                      |                                       |                                             |                                                   |                                         |                       |                  |                     |
| Potsdam                       | Deutschland | Die 3 Muskeltiere - Bier für alle - Alle fürs Bier              | Potsoperativ - mit dir ins Delir              | Potssynapse - Dauerhaft erregt                   | HMU Hit me up!                                |                                           |                                      |                                             |                                      |                                       |                                             |                                                   |                                         |                       |                  |                     |
| Prag                          | Tschechien  | Czech-In: Ablug nach Obermehler                                 | Pragypten - Liebe Extrapyramidal!             | DocCzech - Flexikon der Liebe                    | Czech my Nudes                                | Jurassic Prag                             | Falsch Gepragt!                      |                                             |                                      |                                       |                                             |                                                   |                                         |                       |                  |                     |
| Regensburg                    | Deutschland | Lieferraindo.rgb                                                | Mein RGB - Das DschungelcAMP                  | Rainy Bianco und die Ratisbona Boys              | UR Racing Team                                | Regensburger DomAtzen                     | Die Sendung mit Dr. Mouse            | Rubbishbona - Let's get dirty               | Füchse                               | Pfadfinder                            | Shaolin-Mönche                              | Knastinsassen                                     | Steinzeitmenschen                       | Karotten              | Müllmänner       |                     |
| Riga                          | Lettland    | Sauf Sport Balance, so wie in der KreisRiga!                    | BalleRiga                                     | AsteRIX und Obelix                               | RigABBA                                       | Rigarocksaban                             | Project RIX                          | Rigaletten                                  |                                      |                                       |                                             |                                                   |                                         |                       |                  |                     |
| Rijeka                        | Kroatien    | CalamaRi                                                        | Super MaRIJo                                  | RIJegermeister                                   |                                               |                                           |                                      |                                             |                                      |                                       |                                             |                                                   |                                         |                       |                  |                     |
| Rostock                       | Deutschland | König der Möwen                                                 | Rostins Restaurant - Rostock räumt auf        | HRO - Plötzlich nicht mehr Jungfrau              | Ostseeporose                                  | Roscow Mule                               | Rostocker Reisefieber                | Woodstock Peace & Love                      | Rostocker Leuchten                   | Gallier erOBERn MEHLER                | Butter bei die Fische                       |                                                   |                                         |                       |                  |                     |
| Salzburg                      | Österreich  | PMUmuckl                                                        | PMUfo                                         | PMuuuh                                           | Badesalzburg                                  | Paradocs 1981                             |                                      |                                             |                                      |                                       |                                             |                                                   |                                         |                       |                  |                     |
| Sofia                         | Bulgarien   | PhiloSOFIA - alles kann, nichts MUS                             | Bulgarian Butt Lift                           | MUSe - 60 Minuten göttliche Inspiration          | SOFIsticated                                  | MUSkarin - ein toxisches Vergnügen        |                                      |                                             |                                      |                                       |                                             |                                                   |                                         |                       |                  |                     |
| Split                         | Kroatien    | Splitdenafil                                                    | NEED FOR SPLIT                                | SPLITzialeinheit                                 | SPLITternackt                                 |                                           |                                      |                                             |                                      |                                       |                                             |                                                   |                                         |                       |                  |                     |
| Stettin                       | Polen       | Ausbruch der Stettinokokken                                     | Disko PUMper                                  | PUM-BÄRen - Snack-Teddies für Zwischendurch      | Und es hat PUM gemacht                        | Dieter Polen - DSDSNC                     | Arriba Stettina                      |                                             |                                      |                                       |                                             |                                                   |                                         |                       |                  |                     |
| Straßburg                     | Frankreich  | STRAStospheric - Star Men at the Disco                          | STRAStospheric - Star Men at the Disco        | STRAStospheric - Star Men at the Disco           | STRAStospheric - Star Men at the Disco        | STRAStospheric - Star Men at the Disco    | STRASBOURGEOIS Cheap is the new Chic |                                             |                                      |                                       |                                             |                                                   |                                         |                       |                  |                     |
| Târgu Mureș                   | Rumänien    | 160 BPM (Beers per Mures)                                       | Neumarkt am Biertisch                         | Bloody Mures                                     | targu mUReS                                   |                                           |                                      |                                             |                                      |                                       |                                             |                                                   |                                         |                       |                  |                     |
| Timișoara                     | Rumänien    | Timi und Pumbaa - Hakuna Immatrikulata                          | Timi und Pumbaa - Hakuna Immatrikulata        | Timi und Pumbaa - Hakuna Immatrikulata           | Timi und Pumbaa - Hakuna Immatrikulata        |                                           |                                      |                                             |                                      |                                       |                                             |                                                   |                                         |                       |                  |                     |
| Tübingen                      | Deutschland | TÜV - Sicher im Verkehr                                         | TÜnkerbell                                    | TÜrannosaurus Ex                                 | Tüquila Sunrise                               | ALUHUT, ALLES GUT                         | ALUHUT, ALLES GUT                    | White Wedding                               | Burning Med                          | Tülymp                                | TÜV                                         | Tierversuche                                      |                                         |                       |                  |                     |
| Ulm                           | Deutschland | ULympia                                                         | ULMterwäsche                                  | AquariUlm                                        | WeltULMtergang                                | Europäische ULMion                        | SolariULM                            | Ulmisch People                              | Ballermann                           | Topgun                                | HakULMa Matata                              | Donauwikinger                                     | Die Ulmer mit der Maus                  |                       |                  |                     |
| Varna                         | Bulgarien   | Varnaphylaxie                                                   | Krachklub                                     | Faktor V                                         | Cosmo und Varna                               | Varnanlage                                | NirVarna                             |                                             |                                      |                                       |                                             |                                                   |                                         |                       |                  |                     |
| Vilnius                       | Litauen     | ElektroLITe                                                     | SchneeLITchen und die 7 Zwerge                | Wilna Wonka                                      | Littown                                       | In VNO Veritas                            |                                      |                                             |                                      |                                       |                                             |                                                   |                                         |                       |                  |                     |
| Wien (MU)                     | Österreich  | Lightning McWien                                                | Wiendl                                        | WIENbledon                                       | WIENergy                                      | WIENER SCHNITTEN                          | VIENNA CONNECTIONS                   | CALWIEN KLEIN                               | Wiendows 98                          | WienWars                              | Wien - hier spielt die Musik                | 11 Besoffene vertreten als 1. NC Flüchtlinge Wien |                                         |                       |                  |                     |
| Wien (SFU)                    | Österreich  | Nasiwien - offene Nase, aber immer zua                          | Dopawien                                      | Ultravieolett                                    | WIENtensivstation                             | WIENNIE POOH                              | Die Wiener Kerle                     | Koks & Kaiserschmarrn                       |                                      |                                       |                                             |                                                   |                                         |                       |                  |                     |
| Wien (Vet)                    | Österreich  | Ernie & Pferd in der Besamstrasse                               | KetaWIEN                                      | We're gonna make you Vet                         | Dogpics                                       |                                           |                                      |                                             |                                      |                                       |                                             |                                                   |                                         |                       |                  |                     |
| Witten                        | Deutschland | WITTelmeer - Willkommen an der Costa Privata                    | GeWITter                                      | Wittnesstrainer                                  | Witten, dass...?                              | Wittalin                                  | Wittinger                            | Louis Witton                                | Wittelalter                          | Kohle, Koks, Kumpels. Bergbau Witten  | Freie Lehre, Freie Liebe Witten             | Blaumänner                                        |                                         |                       |                  |                     |
| Würzburg                      | Deutschland | WÜlla Kunterbunt - Wir machen uns die Welt, wie sie uns gefällt | WÜjama                                        | Dirk NoWÜtzki - Basketballern                    | QWÜtscheente                                  | WÜKINI BOTTOM                             | WÜKEA                                | Jagdfieber                                  | Würzburger Engel                     | We are walking Wue                    | Würzburg, einfach unverbesserlich           | Würzbock                                          |                                         |                       |                  |                     |
| Zürich                        | Schweiz     | Zürassic Park                                                   | Pippi Langstrass                              | Zürich in die Zukunft                            |                                               |                                           |                                      |                                             |                                      |                                       |                                             |                                                   |                                         |                       |                  |                     |
| Alumni-Team                   | Europa      | Chlamydiatoren                                                  | Medi Baby                                     | Docstars                                         | Alte Hasen                                    |                                           |                                      |                                             |                                      |                                       |                                             |                                                   |                                         |                       |                  |                     |

## Austragungsorte
Die ersten Medimeisterschaften fanden 2002 in Bochum statt. In den folgenden Jahren wechselte das Turnier jährlich seinen Austragungsort. So trafen sich Medizinstudenten zwischen 2003 und 2013 in Städten wie beispielsweise Kiel, Leipzig und München. Von 2014 bis 2017 wurden die Medimeisterschaften auf dem Flughafen Obermehler ausgetragen.  2018 fand das Festival zum ersten Mal auf dem Flughafen Magdeburg-Cochstedt statt, 2019 wurde wieder zum Flughafen Obermehler gewechselt. 2021 fanden die Medimeisterschaften bedingt durch die COVID-19-Pandemie in kleinerem Umfang auf dem Flugplatz Ballenstedt in Sachsen-Anhalt statt.

## Sieger
Die Medimeisterschaften sind auch heute noch durch ihren Turniercharakter geprägt. So konkurrieren die verschiedenen Universitäten in zahlreichen Wettkämpfen. Die beiden wichtigsten Kategorien sind der Titel des „Medimeisters“ und damit die Pokalgewinner im Frauen- und Männerfußball sowie der Titel „Bestes Fanvideo“. Hierbei handelt es sich um den Besten der Songs mit dazu produziertem Video, die von den Studenten der verschiedenen Universitäten komponiert wurden. Des Weiteren werden auf der sogenannten „MediGala“ noch der „Beste Fanwagen“, das „Beste Motto“, die „Besten Fans“, die „Beste Bühne“ und das „Beste Kostüm“ gekürt.

### Gewinner des Titels „Medimeister“
| Jahr | Fußball Pokal Männer, „Medimeister“ | Fußball Pokal Frauen, „Medimeister“ |
| ---- | ----------------------------------- | ----------------------------------- |
| 2025 | Heidelberg                          | Jena                                |
| 2024 | Düsseldorf                          | Innsbruck                           |
| 2023 | Marburg                             | Marburg                             |
| 2022 | Köln                                | Tübingen                            |
| 2021 | Dresden                             | Heidelberg & Mannheim               |
| 2019 | Wien                                | Köln                                |
| 2018 | Marburg                             | Mannheim                            |
| 2017 | Erlangen-Nürnberg                   | Rostock                             |
| 2016 | Freiburg                            | Regensburg                          |
| 2015 | Marburg                             | Regensburg                          |
| 2014 | Köln                                | München                             |
| 2013 | Göttingen                           | Regensburg                          |
| 2012 | Göttingen                           | Leipzig                             |
| 2011 | Berlin                              | ?                                   |
| 2010 | Halle                               | Dresden                             |
| 2009 | Mainz                               | Leipzig                             |
| 2008 | Homburg                             | Leipzig                             |
| 2007 | Homburg                             | Leipzig                             |
| 2006 | Homburg                             | Jena                                |
| 2005 | Erlangen-Nürnberg                   | Berlin                              |
| 2004 | Erlangen-Nürnberg                   | Erlangen-Nürnberg                   |
| 2003 | Essen                               | Essen                               |
| 2002 | Gießen                              | Gießen                              |

| Beste Fans        |
| ----------------- |
| Erlangen-Nürnberg |
| Erlangen-Nürnberg |
| Regensburg        |
| Regensburg        |
| Erlangen-Nürnberg |
| Regensburg        |
| Regensburg        |
| Mainz             |
| Regensburg        |
| Regensburg        |
| ?                 |
| Mannheim          |
| Frankfurt         |
| Frankfurt         |
| Essen             |
| Bonn              |
| Magdeburg         |
| Magdeburg         |
| Bonn              |
| Erlangen-Nürnberg |
| Magdeburg         |
| Regensburg        |
| -                 |

### Kreativpreise
| Jahr | Bestes Fanvideo a)                | Bestes Motto                       | Bestes Fanfahrzeug | Beste Bühne                                            |
| ---- | --------------------------------- | ---------------------------------- | ------------------ | ------------------------------------------------------ |
| 2025 | Köln, „Mensadate“                 | Erlangen-Nürnberg, „Erlangnese“    | Erlangen-Nürnberg  | „Gießen-Bühne“ Gießen                                  |
| 2024 | Bonn, „Bonndesliga“               | Heidelberg, „HDAC“                 | Heidelberg         | „Rheinrave“ Düsseldorf, Essen, Köln                    |
| 2023 | Magdeburg, „Beef“                 | Innsbruck, „INN Shape“             | Jena               | „Gießen-Bühne“ Gießen                                  |
| 2022 | Jena, „Für ELISA“                 | Lübeck, „LÜDL - Lübeck lohnt sich“ | Mannheim           | „Ostsee-Bühne“ Ostsee-Ultras                           |
| 2021 | Ulm, „Europäische ULMion“         | Jena, „Jenane“                     | Erlangen-Nürnberg  | „Ostsee-Bühne“ Ostsee-Ultras                           |
| 2019 | Bonn, „Napoleon Bonnerparty“      | Tübingen, „Aluhut, Alles gut“      | Regensburg         | „Gießen-Bühne“ Gießen                                  |
| 2018 | Rostock, „Woodstock Peace & Love“ | Bonn, „Bonnald Trump“              |                    | „Marster-Bühne“ Münster, Marburg                       |
| 2017 | Göttingen, „Ab GÖht die Post“     | Göttingen, „Ab GÖht die Post“      | Mannheim           | „Klapsmühle“ Aachen, Berlin, Frankfurt, Homburg, Mainz |
| 2016 | Göttingen, „Swinging Heart“       |                                    | Marburg            | „Essen-Bühne“ Essen                                    |
| 2015 | Rostock, „Butter bei die Fische“  | Köln, „Kölnige vom Rhein“          | Jena               | „Magic Stage“ Hannover, Dresden                        |
| 2014 | Göttingen, „GÖrillaz“             |                                    |                    |                                                        |

### Sportpreise
| Jahr | Flunkyball        | Beachvolleyball   | Basketball | Handball                     | Cheerleading | Roundnet          | Bubbleball |
| ---- | ----------------- | ----------------- | ---------- | ---------------------------- | ------------ | ----------------- | ---------- |
| 2025 | Wien              | Innsbruck         | Lübeck     | Wien                         |              | Bonn/Kiel         | -          |
| 2024 | Bonn              | Erlangen-Nürnberg | Heidelberg | Innsbruck                    | Aachen       | Erlangen-Nürnberg | -          |
| 2023 | Bonn              | Innsbruck         | Witten     | Wien                         | Aachen       |                   | -          |
| 2022 | Varna             | München           | München    | Erlangen-Nürnberg & Mannheim | Berlin       | -                 | -          |
| 2021 | Erlangen-Nürnberg | Innsbruck         | Münster    |                              | Aachen       | -                 | Greifswald |
| 2019 | Bonn              | Innsbruck         |            | -                            | Aachen       | -                 | Greifswald |
| 2018 | Bonn              | Wien              |            | -                            | -            | -                 | Greifswald |

## Medis-Tour
Die Medis-Tour ist eine Liveveranstaltung, bei der die erfolgreichsten Lieder der Medimeisterschaften dargeboten werden. Die Konzerte fanden erstmalig im Jahr 2023 vom 24.10. bis zum 06.11.2023  in ganz Deutschland statt. Die Setlists der Konzerte unterschieden sich je nach Veranstaltungsort, wobei 32-Song-Teams aus verschiedenen Universitätsstädten auftraten.
| Datum             | Stadt           | Bundesland          | Veranstaltungsort   |
| Medis-Tour 2023   | Medis-Tour 2023 | Medis-Tour 2023     | Medis-Tour 2023     |
| ----------------- | --------------- | ------------------- | ------------------- |
| 24. Oktober 2023  | Berlin          | Berlin              | Maschinenhaus       |
| 25. Oktober 2023  | Leipzig         | Sachsen             | Täubchenthal        |
| 26. Oktober 2023  | Erlangen        | Bayern              | E-Werk              |
| 27. Oktober 2023  | Würzburg        | Bayern              | Maschinenhaus       |
| 29. Oktober 2023  | Ulm             | Baden-Württemberg   | Cocomo Club         |
| 30. Oktober 2023  | Mannheim        | Baden-Württemberg   | Capitol             |
| 01. November 2023 | Köln            | Nordrhein-Westfalen | Bogen 2             |
| 02. November 2023 | Hannover        | Niedersachsen       | Kulturzentrum Faust |
| 03. November 2023 | Lübeck          | Schleswig-Holstein  | Riders Cafe         |
| 05. November 2023 | Berlin          | Berlin              | Lido                |
| 06. November 2023 | Berlin          | Berlin              | Lido                |

Liste der Veranstaltungstermine und -orte der Medistour 2023